# Baeacis alluaudi
Baeacis alluaudi är en stekelart som beskrevs av Granger 1949. Baeacis alluaudi ingår i släktet Baeacis och familjen bracksteklar. Inga underarter finns listade.